# مروءة
المروءة: هي خلق جليل وأدب رفيع يتميّز به الإنسان، سواء كان امرأةً أو رجلاً عن غيره من المخلوقات، وخَلَّةٌ كريمة وخَصْلَةٌ شريفة وهي أدب نفسي تحمل الإنسان على الوقوف عند محاسن الأخ،  وجميل العادات، وهي صدقٌ في اللسان، واحتمال للعثرات، وبذل للمعروف، وكف للأذى، وصيانة للنفس، وطلاقة للوجه وهي أيضا من أخلاق العرب التي يزنون بها العقول. هي كلمة لها مدلولها الكبير الواسع، فهي تدخل في الأخلاق والعادات، والأحكام والعبادات. مما لا شك فيه أن الإسلام جاء بتحصيل كل فضيلة ونبذ كل رذيلة، ومن أهم ما جاء به الإسلام لتمييز شخصية المسلم عن غيره الأخلاق والآداب والعقائد والأحكام.
تعرف المروءة أيضا بإنها اتصاف النفس بصفات الكمال الإنساني التي فارق بها الحيوان البُهيم، وهي غلبة العقل للشهوة، وحدُّ المروءة: استعمال ما يُجمل العبد ويزينه، وترك ما يدنسه ويشينه، سواءٌ تعلق ذلك به وحده، أو تعداه إلى غيره. وهي خلق جليل وأدب رفيع تميز بها الإنسان عن غيره من المخلوقات. وهي عبارة عن خَلَّة كريمة وخَصْلَة شريفة وهي أدب نفسي تحمل الإنسان على الوقوف عند محاسن الأخلاق وجميل العادات.. وأهم دواعي المروءة شيئان: أحدهما: علو الهمة. والثاني: شرف النفس. في الإسلام تعتبر المروءة خلقا جليلا وأدبًا رفيعا من مكارم الأخلاق التي دعى اليها. وحسب المعجم الوسيط المُرُوءَةُ  هي آدابٌ نفسانيَّةٌ تحمِلُ مُراعاتُها الإنسانَ على الوقوف عند محاسِن الأخلاق وجميل العادات.
قال الإمام الشافعي «والله لو كان الماء البارد يُنقص من مروءتي لشربته حاراً» قال بعض السلف: خلق الله الملائكة عقولاً بلا شهوة، وخلق البهائم شهوة بلا عقول، وخلق ابن آدم وركّب فيه العقل والشهوة، فمن غلب عقله شهوته التحق بالملائكة، ومن غلبت شهوته عقله التحق بالبهائم.
قال الماورديُّ: (المروءَة مراعاة الأحوال إلى أن تكون على أفضلها، حتَّى لا يظهر منها قبيحٌ عن قصد، ولا يتوجَّه إليها ذمٌّ باستحقاق).
وقال ابن عرفة: (المروءَة هي المحافظَةُ على فِعْل ما تَرْكُه من مُباحٍ يُوجِبُ الذَّمَّ عُرْفًا... وعلى ترْك ما فعلُه من مُباحٍ يوجبُ ذَمَّه عُرْفًا...)).
وقال الفيومي: (المروءَة آداب نفسانيَّة، تحمل مراعاتها الإنسان على الوقوف عند محاسن الأخلاق، وجميل العادات)

## عوامل تحقيق المروءة
1. علو الهمة والتطلع إلى أصحابها فكلما علت الهمة ازدادت المروءة.
2. شرف النفس واستعفافها ونزاهتها وصيانتها.
3. مجالسة أهل المروءات ومجانبة السفهاء وأهل السوء.[2]

## الشعر العربي في المروءة
- قال علي بن أبي طالب رضي الله عنه:

- وقال الْأَحْنف بن قَيْس:

- وقال أبو فراس الحمداني:

## أنواع المروءة

### 1. المروءة مع الله تعالى
بالاستحياء منه حق الحياء وأن لا يقَابَل إحسانه ونعمته بالإساءة والكفران والجحود والطغيان، بل يلتزم العبد أوامره ونواهيه ويخاف منه حق الخوف في حركاته وسكناته وخلواته وجلواته وأن لا يراه حيث نهاه ولا يفتقده حيث أمره.

### المروءة مع النفس
بحملها على ما يجمّلها ويزينها وترك ما يدنّسها ويُشينها فيحرص على تزكيتها وتنقيتها وحملها على الوقوف مواقف الخير والصلاح والبر والإحسان مع الارتقاء بها إلى مراتب الحكمة والمسؤولية لتكون الناصح الأقرب إليه والواعظ الأكبر له قال تعالى: «قد أفلح من زكاها * وقد خاب من دساها»

### المروءة مع الخلق
بإيفائهم حقوقهم على اختلاف منازلهم والسعي في قضاء حاجاتهم وبشاشة الوجه لهم ولطافة اللسان معهم وسعة الصدر وسلامة القلب تجاههم وقبول النصيحة منهم، والصفح عن عثراتهم وستر عيوبهم واحتمال أخطائهم وأن يحب لهم ما يحب لنفسه ويكره لهم ما يكره لنفسه.
من المعلوم أن المروءة هي استعمال كل خلق حسن، واجتناب كل خلق قبيح؛ ولذلك فإن لكل عضو من الأعضاء مروءة على ما يليق به:
- فمروءة اللسان: حلاوته وطيبه ولينه.
- ومروة الخلق: سعته وبسطه للحبيب والبغيض.
- ومروءة المال: بذله في المواقع المحمودة شرعًا وعقلاً وعرفًا.
- ومروءة الجاه: بذله للمحتاج إليه.
- ومروءة الإحسان: تعجيله وتيسيره، وعدم رؤيته، وترك المنة به.

وهذه هي مروءة البذل والعطاء، أما مروءة الترك فتعني ترك الخصام والمعاتبة، والمماراة، والتغافل عن عثرات الناس.

## مجالات المروءة
1. رجاحة العقل ورزانته، يقول الفاروق عمر بن الخطاب رضي الله عنه «حسب المرء دينه، وكرمه تقواه، ومروءته عقله». وقديما قيل «عدو عاقل خير من صديق جاهل».
2. صون النفس عن كل ما يعيبها أمام الخلق ولو كان ذلك الأمر حلالا، يقول عبد الله بن عمر بن الخطاب رضي الله عنهما «المروءة حفظ الرجل نفسه».
3. حسن التدبير وإتقان الصنعة من المروءة والأخلاق المحمودة لأن الأخرق الذي لا يتقن ما يصنعه مذموم عند الناس «إن الله يحب إذا عمل أحدكم عملا أن يتقنه» [ السلسلة الصحيحةج3 ح 1113 ].
4. حسن المنازعة والكرم في الخصومات فهي من صفات المسلم الحليم ذي المروءة التامة والإيمان الكامل.
5. اجتناب الأماكن التي تشوبها الريبة والفساد والابتعاد عنها لأنها مدعاة إلى تهم الناس وهذا من أعظم ما يدل على مروءة الإنسان.
6. إصلاح المال والقيام على الممتلكات بالرعاية والاهتمام والاستثمار فيما فيه فائدة حتى يكون المسلم عزيزاً رفيعا لا تذله الحاجة ليريق ماء الوجه من أجلها بالطلب أمام الآخرين، يقول عبد الله بن عمر رضي الله عنهما «نحن معشر قريش نعد العفاف وإصلاح المال من المروءة».

## أمثلة المروءة
1. لزوم الحياء والتواضع والحلم وكظم الغيظ وصدق اللهجة وحفظ الأسرار والإعراض عن الجاهلين.
2. الشوق للإخوان والتودد لهم والحذر من إيذائهم أو جرح مشاعرهم بقول أو فعل أو إشارة مع الحرص على إدخال السرور على نفوسهم. يقول عمر بن عثمان المكي «المروءة التغافل عن زلل الإخوان».
3. صيانة العرض والبعد عن مواطن الريب والسخرية والغيرة على الدين والمحارم والعفة في النفس وعما في أيدي الناس.
4. البر والصلة للوالدين وذات الرحم مع قبول إساءتهم بالإحسان وخطأهم بالعفو والغفران.

1. نشر الجميل وستر القبيح مع ملازمة التقوى والعمل الصالح فهي جماع المروءة وأعلاها.
2. تَجَنُّبُ المنةِ واستكثار القليل من المعروف، قال سفيان الثوري «إني لأُريدُ شربَ الماءِ فيسبقني الرجل إلى الشربة فيسقينيها، فكأنما دَقَّ ضلعاً من أضلاعي؛ لا أقدر على مكافأته».
3. نظافة البدن وطيب الرائحة والعناية بالمظهر بلا إسراف ولا مخيلة مع الاهتمام بالباطن وإصلاحه، يقول عمر بن الخطاب «من مروءة الرجل نقاء ثوبه، والمروءة الظاهرة في الثياب الطاهرة».
4. تجنب الفضول ومراعاة العادات والأعراف ما لم تخالف الشرع الحكيم.
5. القيام بحقوق الجار من إكرام وإحسان وحماية ونصرة وكف للأذى مع احتمالهم وقبولهم على ما هم عليه.
6. ألا يفعل المرء في السر ما يستحيي من فعله في العلانية.[5]

## أهمية المروءة
- «إن الله يحب معالي الأمور وأشرافها، ويكره سفسافها» [ السلسلة الصحيحة ج4 ح 1627 ]
- ولأهميتها فقد جعلها كثير من المحدثين شرطا في الراوي حتى يُقبل حديثه، فمتى ما انخرمت مروءته تركوا حديثه.
- قيل لسفيان بن عيينة «قد استنبطت من القرآن كل شيء فأين المروءة في القرآن» قال في قول الله «خذ العفو وأمر بالعرف وأعرض عن الجاهلين» ففيه المرءوة وحسن الآداب ومكارم الأخلاق، فجمع في قوله «خذ العفو» صلة القاطعين والعفو عن المذنبين والرفق بالمؤمنين، وفي قوله تعالى «وأمر بالعرف» صلة الأرحام وتقوى الله في الحلال والحرام، وفي قوله تعالى «وأعرض عن الجاهلين» الحض على التخلق بالحلم والإعراض عن أهل الظلم والتنزه عن منازعة السفهاء ومساواة الجهلة وغير ذلك من الأفعال الحميدة والأخلاق الرشيدة.
- وقال ابن القيم رحمه الله: «وحقيقة المروءة تجنب الدنايا والرذائل من الأقوال والأخلاق والأعمال، فمروءة اللسان حلاوته وطيبه ولينه، واجتباه الثمار مِنْه بسهولة ويسر، ومروءة الخلق سعته وبسطه للحبيب والبغيض. ومروءة المال الإصابة ببذله في مواقعه المحمودة عقلاً وعرفًا وشرعًا. ومروءة الجاه بذله للمحتاج إليه، ومروءة الإحسان تعجيله وتيسيره وتوفيره وعدم رؤيته حال وقوعه ونسيانه بعد وقوعه، فهذه مروءة البذل.
- «إنما بعثت لأتمم صالح الأخلاق» رواه أحمد
- «من حسن إسلام المرء تركه ما لا يعنيه» رواه مسلم
- إذا لم تستح فاصنع ما شئت " رواه أبو داود[6]

## مروءة النبيﷺ
أرسل رسول الله ﷺ سرية إلى نجد، فأسَرَتْ رجلاً، وأتت به إلى مسجد رسول الله -ﷺ فسأله رسول الله ﷺ عمَّا عنده لعله يُسلم، فيجيب الرجل بثباتٍ وإصرار بغير ذلك؛ فتتجلَّى مروءةُ النبي ﷺ بعدما رأى من ثبات الرجل وتمسكه، فأمر بإطلاق سراحه، فما كان من الرجل إلا أن أسلم لمَّا عاين من هذه الشمائل والصفات للنبي ﷺ.
ويروي أبو هريرة رضي الله عنه هذا الموقف الجليل، قال: بعث النبيُّ ﷺ خيلاً قِبَل نجد، فجاءت برجل من بني حَنيفة يقال له: ثمامة بن أثال، فربطوه بساريةٍ من سواري المسجد، فخرج النبي ﷺ فقال: ((ما عندك يا ثمامة؟)) فقال: عندي خيرٌ يا محمد، إن تقتلْني تقتلْ ذا دمٍ أي: سيثأر له قومه وإن تُنْعم تنعم على شاكر، وإن كنت تريد المال، فسَلْ منه ما شئت، فتُرك حتى كان الغد، ثم قال له: ((ما عندك يا ثمامة؟)) فقال: عندي ما قلتُ لك، إن تُنْعم تنعم على شاكر، فتركه حتى كان بعد الغد، فقال: ((ما عندك يا ثمامة؟))، فقال: عندي ما قلت لك، فقال رسول الله ﷺ: ((أطلقوا ثمامة))، فانطلق إلى نخلٍ قريب من المسجد، فاغتسل، ثم دخل المسجد فقال: أشهد أن لا إله إلا الله وأن محمدًا رسول الله، يا محمد، والله ما كان على الأرض وجهٌ أبغض إليَّ من وجهك، فقد أصبح وجهك أحبَّ الوجوه إليَّ، والله ما كان من دين أبغض إلي من دينك، فأصبح دينُك أحبَّ الدين إلي، والله ما كان من بلد أبغض إليَّ من بلدك، فأصبح بلدُك أحبَّ البلاد إلي، وإن خيلك أخذتني وأنا أريد العمرة، فماذا ترى؟ فبشَّره رسولُ الله ﷺ وأمره أن يعتمر، فلما قدم مكة قال له قائل: صبوتَ؟ قال: لا، ولكن أسلمت مع محمد رسول الله ﷺ ولا والله لا يأتيكم من اليمامة حبةُ حِنطة (قمح) حتى يأذن فيها رسولُ الله ﷺ.
```
هذا الرجل دخل الإسلام بفضل الله، ثم بمروءة رسول الله 
ﷺ
 القدوة والقمة السامقة في المروءة، ولاحظ أنه لم يُكرَهْ على ذلك، ثم سرعان ما تحول إلى محب ومطيع وجندي من جنود الإسلام بعد أن كان مبغضًا ومعاندًا.
```

## خوارم المروءة
من الخوارم ما هو محرم، ومنها ما هو مكروه، ومنها ما هو منافٍ للأدب والحشمة وإن لم يكن مخالفاً للشرع، وهذه بعض منها :
1. استخدام الضيف وتكليف الزائر بالعمل ولو كان خفيفا، لأن الإكثار منه لغير حاجة ليس من المروءة، قال عمر بن عبد العزيز: «ليس من المروءة استخدام الضيف».
2. البول قائما واعتياده من غير حاجة، وكذا البول على قارعة الطريق المسلوكة وفي الأماكن العامة، وقد ثبت أن النبي ﷺ أتى سباطة قوم فبال قائما " [ رواه ابن ماجة ] وكان هذا لحاجة.
3. الأكل في الطريق والأسواق والأماكن العامة ما لم تكن مكانا معدّا للطعام أو مكانا يستتر فيه عن الناس.
4. الجشع عند أكل الطعام كأن يأكل بشدة ونهم وإسراع.
5. التجشؤ أمام الناس وحضرتهم فهو من خوارم المروءة وقلة الأدب، وقد " تجشأ رجل عند النبي ﷺ فقال كفّ جشاءك عنا، فإن أطولكم جوعا يوم القيامة أكثركم شبعا في دار الدنيا " [ رواه ابن ماجة ] ويزداد الأمر سوءاً إذا كان في داخل الصلاة.
6. إخراج الريح بصوت مع القدرة على ضبط النفس، بخلاف ما لو خرج من غير قصد، فإنه لا يجوز الضحك وقد قال النبي ﷺ «لم يضحك أحدكم مما يفعل» [ رواه البخاري ].
7. إضحاك الناس بحركات وأفعال غريبة، قال ابن قدامة «وأما المروءة فاجتناب الأمور الدنيئة المزرية به أو يتمسخر بما يُضحك الناس به».
8. أن يحاكي شخصا في حركاته ومشيته وكلامه من باب السخرية وإضحاك الناس كما يفعله الممثلون والمهرجون الذين يزاولون فنهم من باب «الكوميديا»؛ قال شيخ الإسلام ابن تيمية رحمه الله «وتحرم محاكاة الناس للضحك، ويعزَّر هو ومن يأمره؛ لأنه أذى».
9. التكلم بالأعجمية وترك العربية من غير حاجة قال عمر رضي الله عنه: «ما تكلم الرجل الفارسية إلا خبَّ، ولا خبَّ إلا نقصت مروءته» وقال ابن تيمية رحمه الله: «وأما اعتياد الخطاب بغير اللغة العربية التي هي شعار الإسلام ولغة القرآن حتى يصير ذلك عادة للبلد وأهله أو لأهل الدار أو للرجل مع صاحبه أو لأهل السوق أو لأهل الديوان فلا ريب أن هذا مكروه فإنه من التشبه بالأعاجم».
10. الشحاذة ومد اليد للناس، قال ابن قدامة رحمه الله " فمن كان أكثر عمره سائلا أو يكثر ذلك منه فينبغي أن ترد شهادته.
11. الجلوس في المقاهي والأماكن المشبوهة لأنها أماكن الأسافل والأراذل.
12. التصريح بأقوال يستحيى من ذكرها بلا حاجة.
13. تكتيف اليدين على الدُّبُر وهذا «فعل مستقبح عند ذوي المروءات والشِّيَم» [ الإيضاح والتبيين لحمود التويجري ] وكذا وضع اليدين على القُبُل، أو العبث به أمام الناس.
15. المبالغة في الإسراع في المشي مع كثرة الالتفات.
16. اللعب بالحَمَام لأنه من فعل الأراذل، وقد رأى النبي ﷺ رجلاً يتبع حمامةً فقال «شيطان يتبع شيطانه» [ رواه أبو داود ].
17. تذوق الأطعمة والفواكه والخضروات عند الباعة وكذا الإدهان عند العطار دون استئذانهم أو دون أن ينوي الشراء منهم.
18. كشف العورة وما جرى بالعادة عند الناس أنه عورة كالصدر والظهر والبطن.
19. كل من تزيّن بزي يلفت الأنظار ويُسخر منه كمن يلبس لبس الشهرة.
20. نتف شعر اللحية والإبط والأنف أمام الناس لما فيه من الدناءة والتقزيز الذي لا يخفى.
21. مَدُّ الرجلين في مجمع الناس من غير حاجة ويزداد قبحاً مدُها أمام كتاب الله تعالى.
23. الإكثار من المزاح فهو مما يذهب المروءة ويُسقط الهيبة، قال ابن عباس رضي الله عنه «يا بني: لا تمازح السفهاء فتسقط كرامتك ولا اللئام فتذهب مروءتك».
24. المشي أمام الناس حاسر الرأس لأنه لم ينقل لنا أنه ﷺ مشى أو صلى أو خطب حاسراً رأسه، على أن هذه المسألة خاضعة للعُرْف ومن العادات التي جرى عليها كثير من المجتمعات المحافظة، وتعارفت على استحسانه.
25. الأكل من موضع يد صاحبك أو من غير ما يليك، عن عمرو بن أبي سلمة قال كنت غلاما في حجر النبي ﷺ وكانت يدي تطيش في الصحفة فقال لي يا غلام سم الله وكل بيمينك وكل مما يليك " [ رواه البخاري ].

## أسباب خوارم المروءة
1. نقص الدين.
2. قلة الحياء.
3. خبل في العقل، فمن كان ذا عقل فليكن ذا دين وحياء.

## المروءة لذة الحياة
المروءة لذةٌ تفوق كل لذة في هذه الحياة، وهي مما تحتاج إلى صبر ومجاهدة ودقة ملاحظة وسلامة ذوق ورحم الله الإمام الشافعي يوم قال «والله لو كان الماء البارد يُنقص من مروءتي لشربته حاراً»